# Woodbury Hill

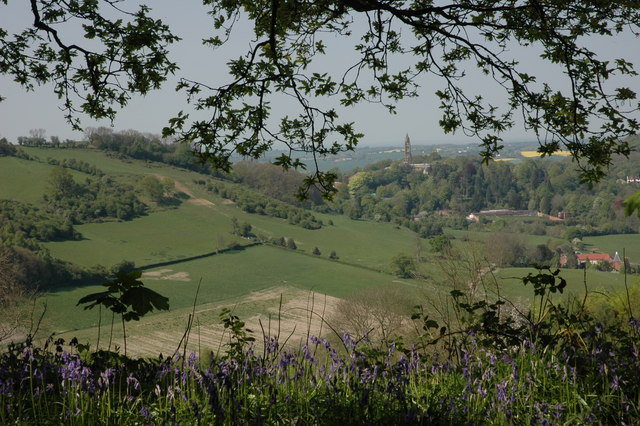
Vue nord de Woodbury Hill.

Woodbury Hill est une colline fortifiée datant de l'âge du fer localisé près de la ville anglaise de Worcester.

## La confrontation de 1405
En 1405, il est le site d'une confrontation entre l’armée anglaise et une armée franco-galloise lors de la révolte des Gallois conduite par Owain Glyndŵr contre l’oppression anglaise. Les forces franco-galloises traversent le sud du pays de Galles et envahissent l'Herefordshire. Elles se dirigent ensuite vers le Worcestershire et rencontrent les forces anglaises à l'ouest de Great Witley, à seulement 15 km de Worcester. L'armée d'Henri IV d'Angleterre se déploie sur la colline d'Abberley, faisant face au sud aux armées d'Owain, qui font elles-mêmes face à Woodbury Hill.
Chaque jour, les armées se mettent en position de combat et se font face toute la journée, à un kilomètre de distance, mais aucune action n'a lieu pendant huit jours. Aucun camp ne prend l'initiative de l'attaque. Après huit jours, pour des raisons assez opaques, les deux camps font retraite. La stratégie d'Henri IV est de prolonger l'attente afin d'affaiblir et d'intimider l'armée galloise. À court de ravitaillement, les Gallois et leurs alliés doivent finalement rentrer de nuit au pays de Galles. Woodbury Hill est depuis connue sous le nom de « colline d'Owain », en hommage au leader gallois.

## Pendant la guerre civile anglaise
Pendant la guerre civile anglaise, les paysans locaux se rencontrent à Woodbury Hill afin de former une société agricole devant les protéger des ravages des Royalistes et des Têtes-Rondes. Les membres de ce type de mouvement d'autodéfense pendant la guerre civile se nomment les clubmen.